# Elena Ferrante
Elena Ferrante (italijanska izgovorjava: [ˌɛːlena ferˈrante]), skrivno ime italijanske pisateljice; *1943, Neapelj, Italija.
Elena Ferrante je psevdonim in z izjemo njenih založnikov nihče ne ve, kdo se skriva za njim. Piše v italijanščini, njene knjige pa so prevedene v številne jezike, med drugim v angleščino, nizozemščino, nemščino, francoščino. Med najbolj znanimi njenimi deli je roman Neapeljske zgodbe v štirih delih. V slovenščino so prevedeni roman Dnevi zavrženosti, vsi štirje deli tetralogije Neapeljskih zgodb z naslovi Genialna prijateljica, O novem priimku, O tistih, ki bežijo, in tistih, ki ostanejo in O izgubljeni deklici ter roman Zlagano življenje odraslih.
Revija Time jo je zvrstila med 100 najvplivnejših ljudi leta 2016.

## Dela
- 1992 – Nadležna ljubezen (L'amore molesto)
- 2002 – Dnevi zavrženosti (I giorni dell'abbandono, slovenski prevod je izšel leta 2015)
- 2003 – La frantumaglia
- 2006 – La figlia oscura
- 2007 – La spiaggia di notte
- cikel Neapeljske zgodbe:
  - 2011 – Genialna prijateljica (L'amica geniale; slovenski prevod je izšel 2016)
  - 2012 – O novem priimku (Storia del nuovo cognome, L'amica geniale volume 2; slovenski prevod je izšel leta 2017[8])
  - 2013 – O tistih, ki bežijo, in tistih, ki ostanejo (Storia di chi fugge e di chi resta, L'amica geniale volume 3; slovenski prevod je izšel leta 2018[9])
  - 2014 – O izgubljeni deklici (Storia della bambina perduta, L'amica geniale volume 4; slovenski prevod je izšel leta 2019[10])
- 2019 – Zlagano življenje odraslih (La vita bugiarda degli adulti; slovenski prevod je izšel 2021)[6]